# استرئیتا کاسترو
استرئیتا کاسترو (اسپانیایی: Estrellita Castro‎؛ ۲۶ ژوئن ۱۹۰۸ – ۱۰ ژوئیهٔ ۱۹۸۳) موسیقی‌دان، خواننده و بازیگر اهل اسپانیا بود.
از فیلم‌ها یا برنامه‌های تلویزیونی که وی در آن نقش داشته‌است، می‌توان به گردباد اشاره کرد.